# Сапата, Дуван
Дува́н Эсте́бан Сапа́та Банге́ро (исп. Duván Esteban Zapata Banguero; род. 1 апреля 1991, Кали, Колумбия) — колумбийский футболист, нападающий клуба «Торино» и сборной Колумбии.

## Клубная карьера

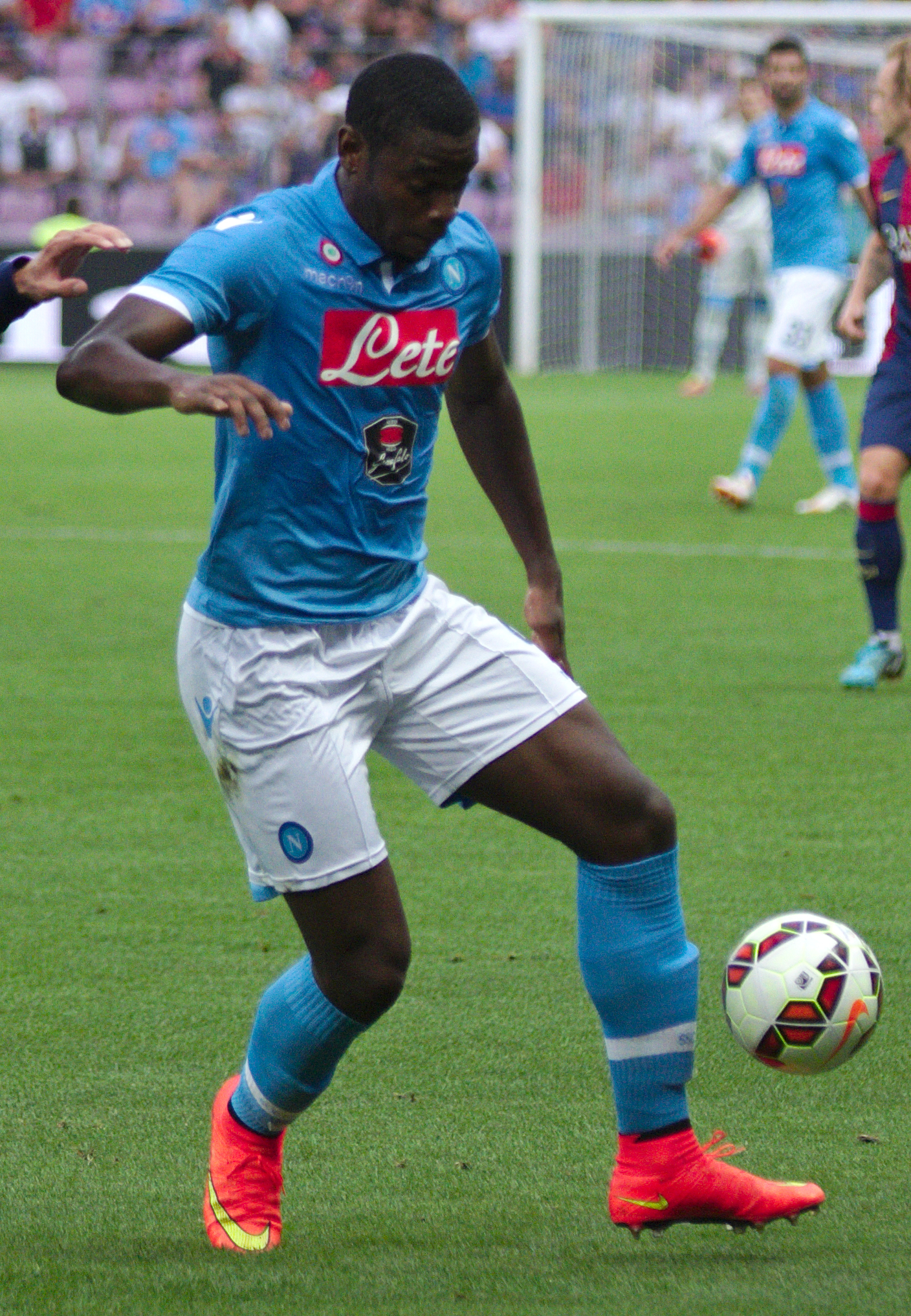
Сапата в составе «Наполи»

Сапата — воспитанник клуба «Америка» из своего родного города Кали. В 2008 году он дебютировал за команду в Кубке Мустанга. 18 мая года в матче против «Бояка Чико» Дуван забил свой первый гол. В том же году он помог клубу выиграть Клаусуру. В 2011 году после молодёжного чемпионата мира Сапата был отдан в аренду в аргентинский «Эстудиантес». 26 сентября в матче против «Бельграно» он дебютировал в аргентинской Примере. В конце этой встречи Дуван забил свой первый гол за новый клуб. По итогам сезона Сапата 5 раз поразил ворота соперников в 11 матчах за «Эстудиантес» и руководство команды выкупило трансфер нападающего. Сумма сделки составила 1,2 млн евро. Весь следующий сезон Дуван был главной ударной силой клуба забив 17 голов в 35 поединках.
Летом 2013 года английский «Вест Хэм Юнайтед» хотел приобрести футболиста, но не смог получить на него разрешение на работу. В августе того же года Сапата перешёл в итальянский «Наполи». 28 сентября в матче против «Дженоа» он дебютировал в Серии А. 22 октября в поединке Лиги чемпионов против французского «Олимпика» Дуван забил свой первый гол за команду.
Летом 2015 года Сапата на правах аренды перешёл в «Удинезе». 23 августа в матче против «Ювентуса» он дебютировал за новую команду, заменив во втором тайме Антонио Ди Натале. 19 сентября в поединке против «Эмполи» Дуван забил свой первый гол за «Удинезе». Летом 2017 года Сапата на правах аренды с обязательством выкупа перешёл в «Сампдорию». 17 сентября в матче против «Торино» он дебютировал за новую команду. В этом же поединке Дуван забил свой первый гол за «Сампдорию».
Летом 2018 года Сапата на правах двухгодичной аренды перешёл в «Аталанту». 20 августа в матче против «Фрозиноне» он дебютировал за новую команду. 9 декабря в поединке против своего бывшего клуба «Удинезе» Дуван сделал хет-трик. 20 января 2019 года в матче против «Фрозиноне» он сделал «покер». По итогам дебютного сезона Сапата забил 23 гола и стал вторым бомбардиром чемпионата после Фабио Квальяреллы. 1 октября в матче Лиги чемпионов против донецкого «Шахтера» Дуван забил гол. 1 марта 2020 года в поединке против «Лечче» он сделал хет-трик. Летом того же года «Аталанта» выкупила трансфер игрока за 12 млн евро. В том же году в розыгрыше Лиги чемпионов против датского «Мидтьюлланна» и амстердамского «Аякса» он забил три мяча.
1 сентября 2023 года было объявлено об уходе игрока в аренду в «Торино». Соглашение рассчитано до 30 июня 2024 года. При этом за неделю до аренды тренер «Аталанты» Джан Пьеро Гасперини заблокировал переход игрока в столичную «Рому».

## Международная карьера
В 2011 году Сапата попал в заявку молодёжной сборной Колумбии на участие в молодёжном чемпионате мира, который проходил на его родине. На турнире он сыграл в матчах против сборных Франции и Коста-Рики, а в поединке против Мексики забил гол.
В 2019 году Сапата принял участие в Кубке Америке в Бразилии. На турнире он сыграл в матчах против сборных Аргентины, Катара, Парагвая и Чили. В поединках против катарцев и аргентинцев Дурван забил два гола.
В 2021 году Сапата во второй раз принял участие в Кубке Америки в Бразилии. На турнире он сыграл в матчах против команд Эквадора, Венесуэлы, Бразилии, Уругвая, Аргентины и дважды Перу.

### Голы за сборную Колумбии
| #   | Дата           | Место                                                 | Противник | Счёт | Результат | Соревнование                     |
| --- | -------------- | ----------------------------------------------------- | --------- | ---- | --------- | -------------------------------- |
| 01. | 9 июня 2019    | Монументаль, Лима, Перу                               | Перу      | 0:3  | 0:3       | Товарищеский матч                |
| 02. | 15 июня 2019   | Фонте-Нова, Салвадор, Бразилия                        | Аргентина | 0:2  | 0:2       | Кубок Америки 2019               |
| 03. | 19 июня 2019   | Морумби, Сан-Паулу, Бразилия                          | Катар     | 1:0  | 1:0       | Кубок Америки 2019               |
| 04. | 9 октября 2020 | Метрополитано Роберто Мелендес, Барранкилья, Колумбия | Венесуэла | 1:0  | 3:0       | Чемпионат мира 2022 Квалификация |

## Достижения
Командные
«Америка»
- Чемпионат Колумбии: Финалисасьон 2008

«Наполи»
- Обладатель Кубка Италии: 2013/14
- Обладатель Суперкубка Италии: 2014

Международные
Колумбия
- Бронзовый призёр Кубка Америки: 2021

Личные
- Член команды года Серии А: 2018/19